# Vogel (farao)

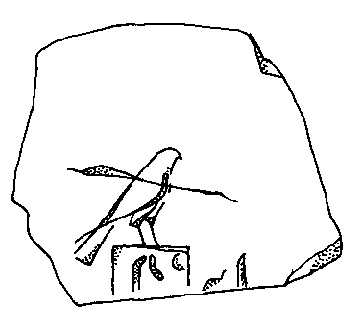
Fragment uit calciet-alabaster, dat aan koning "Vogel" wordt toegeschreven.

Vogel is de noodnaam van een oud-Egyptische koning (farao) uit de eerste dynastie, die omstreeks 2850 v.Chr. lijkt te hebben geregeerd.
Over deze heerser is zo goed als niets bekend. Zijn mogelijke familieverhoudingen zijn net zo onduidelijk en tegenstrijdig als zijn chronologische plaats in de vroege dynastieën.

## Naam en identiteit
Rond de naam van deze heerser heerst in de egyptologie grote onzekerheid, omdat de enkele artefacten die zijn bestaan kunnen bewijzen sterk beschadigd zijn, of omdat zijn naam slecht is geschreven. Daardoor kan de naamhiëroglief niet eenduidig worden geïdentificeerd.
De meerderheid van de egyptologen, waaronder Wolfgang Helck en Peter Kaplony, is het er wel over eens, dat het bij de vogelvormige gestalte in de serech om een gansachtige vogel gaat. Helck leest de naam daarom als "Hor Sa" (G38) of "Hor Geb" (G39). De egyptologe Nabil Swelim daarentegen leest de naam als "Hor Ba" (G29).
| G5 |

| G5 |

| G38 |

| G38 |

| G38 |

| G38 |

| G5 |

| G5 |

| G38 |

| G38 |

| G38 |

| G38 |

| G5 |

| G5 |

| G38 |

| G38 |

| G38 |

| G38 |

| G5 |

| G5 |

| G38 |

| G38 |

| G38 |

| G38 |

| G5 |

| G5 |

| G38 |

| G38 |

| G38 |

| G38 |

| G5 |

| G5 |

| G38 |

| G38 |

| G38 |

| G38 |

| G5 |

| G5 |

| G38 |

| G38 |

| G38 |

| G38 |

| G5 |

| G5 |

| G38 |

| G38 |

| G38 |

| G38 |

| G5 |

| G5 |

| G39 |

| G39 |

| G39 |

| G39 |

| G5 |

| G5 |

| G39 |

| G39 |

| G39 |

| G39 |

| G5 |

| G5 |

| G39 |

| G39 |

| G39 |

| G39 |

| G5 |

| G5 |

| G39 |

| G39 |

| G39 |

| G39 |

| G5 |

| G5 |

| G39 |

| G39 |

| G39 |

| G39 |

| G5 |

| G5 |

| G39 |

| G39 |

| G39 |

| G39 |

| G5 |

| G5 |

| G39 |

| G39 |

| G39 |

| G39 |

| G5 |

| G5 |

| G39 |

| G39 |

| G39 |

| G39 |

| G5 |

| G5 |

| G29 |

| G29 |

| G29 |

| G29 |

| G5 |

| G5 |

| G29 |

| G29 |

| G29 |

| G29 |

| G5 |

| G5 |

| G29 |

| G29 |

| G29 |

| G29 |

| G5 |

| G5 |

| G29 |

| G29 |

| G29 |

| G29 |

| G5 |

| G5 |

| G29 |

| G29 |

| G29 |

| G29 |

| G5 |

| G5 |

| G29 |

| G29 |

| G29 |

| G29 |

| G5 |

| G5 |

| G29 |

| G29 |

| G29 |

| G29 |

| G5 |

| G5 |

| G29 |

| G29 |

| G29 |

| G29 |

## Vondsten en hun duidingsmogelijkheden
Het valt archeologen en egyptologen buitengewoon zwaar deze heerser chronologisch exact in te delen. Koning "Vogel" is slechts door drie ostraka geattesteerd, op dewelke zijn naam opduikt. Het ostrakon R.T.II pl.8A,6 werd door Flinders Petrie in het graf van koning Qaä in Abydos ontdekt. Op deze zijn slechts het bovenste deel van de serech en de Horusvalk bewaard gebleven. De ostraka P.D.IV n.97 en P.D.IV n.108 daarentegen werden in Saqqara gevonden en zijn door slijtage vrijwel onleesbaar geworden, waarbij op de laatste ostrakon desondanks de vogelgestalte nog zeer goed zichtbaar is.
Daar op de ostraka uit Saqqara een gebouw verschijnt, dat tot dan toe slechts uit de regeringstijd van Qaä is bekend, gaan verschillende egyptologen, zoals Peter Kaplony, ervan uit, dat koning "Vogel" voor een zeer korte periode na Qaä regeerde. In diezelfde periode als "Vogel" valt ook de naam van koning Sneferka, die chronologisch tussen Qaä en Hotepsechemoei wordt geplaatst.
Volgens Helck en Kaplony zou het tussen koning "Vogel" en Sneferka tot een troonstrijd zijn gekomen. Deze culmineerde in de sluiting van de koninklijke begraafplaats van Abydos, welke zelfs openlijk werd geplunderd. Hiermee overeenstemmende sporen en vondsten werden door Walter Bryan Emery ontdekt. Dit verklaart ook, waarom een heerserslijst op een stenen vaas abrupt met Qaä eindigt en de koninklijke begraafplaatsen naar Saqqara werden verlegd. De stichter van de 2e Dynastie, koning Hotepsechemoei, trad mogelijk met militair geweld op tegen de beide heersers, triomfeerde en liet in ieder geval het graf van Qaä weer opknappen. De namen van koning "Vogel" en Sneferka verschijnen niet in latere koningslijsten. Wolfgang Helck stelt dat Sneferka en "Vogel" klaarblijkelijk omwille van hun illegitimiteit uit de latere optekeningen werden verbannen, daar hun machtsstrijd de dynastie ten gronde liet gaan.